# Parc national de Shey Phoksundo
Le parc national de Shey Phoksundo est un parc national situé au Népal. Inauguré en 1984, il couvre 3 555 km2, ce qui en fait le plus grand parc du pays. Le parc couvre des altitudes allant de 2 130 m à 6 885 m, sommet du Kanjiroba. Le lac Phoksundo, site Ramsar depuis 2007, est l'attraction principale, situé à 3 612 m.

## Histoire
Le parc a été créé en 1984. En 1998, une zone tampon de 1 349 km2 est créée autour du parc.

## Climat
Le parc se situe à la limite entre la zone de climat de la mousson et une zone de climat aride. Alors que le sud du parc peut connaître des précipitations allant jusqu'à 1 500 mm, le nord ne reçoit que 500 mm. Les précipitations se concentrent pendant la mousson de juillet à septembre. L'hiver est féroce, avec des chutes de neige fréquentes à partir de 2 500 m et des températures négatives dès les 3 000 m.

## Flore
Dans les zones arides du parc, on trouve du rhododendron, de la caragana, du genévrier, du saule, du bouleau de l'Himalaya et Abies pindrow. Moins de 5 % de la surface du parc est composée de forêts. Les arbres qui les composent sont l'épicéa, le tsuga, le peuplier ainsi que le bambou.

## Faune
Parmi les résidents du parc, on compte la panthère des neiges, le loup gris, le porte-musc alpin, le grand bharal, ainsi que le goral, l'argali, le jharal, le léopard indien, le chacal, l'ours noir d'Asie et la martre à gorge jaune. Le parc abrite 6 espèces de reptiles et 29 espèces de papillons, dont Paralasa nepalaica, le papillon vivant à l'altitude la plus élevée dans le monde. 200 espèces d'oiseaux nichent dans le parc, dont la perdrix de Hodgson et la bécassine des bois.

## Culture
Des gompas peuvent être trouvées à travers le parc, ainsi que des sites religieux. Shey Gompa, la plus connue du parc, a été construite au XIe siècle. Thashung Gompa, située près du lac Phoksundo a été construite il y a 900 ans. Plus de 9 000 personnes vivent au sein du parc, pour la majorité des fermiers. La plupart sont bouddhistes, les habitants près du lac Phoksundo pratiquent le bön.